# Râul Valea Spinelui
Râul Valea Spinelui este un curs de apă, afluent al râului Secaș. 